# لوک فورد
لوک فورد (انگلیسی: Luke Ford (actor)؛ زادهٔ ۲۶ مارس ۱۹۸۱) یک هنرپیشه اهل استرالیا است. وی از سال ۲۰۰۰ میلادی تاکنون مشغول فعالیت بوده‌است.
از فیلم‌ها یا برنامه‌های تلویزیونی که وی در آن نقش داشته است می‌توان به مهلت گالیپولی ، مقبره امپراتور اژدها، قلمرو حیوانات اشاره کرد.